# Бель-Мід (Нью-Джерсі)
Бель-Мід (англ. Belle Mead) — переписна місцевість (CDP) в США, в окрузі Сомерсет штату Нью-Джерсі. Населення — 5569 осіб (2020).

## Географія
Бель-Мід розташований за координатами 40°27′45″ пн. ш. 74°40′28″ зх. д. / 40.46250° пн. ш. 74.67444° зх. д. (40.462445, -74.674400).  За даними Бюро перепису населення США в 2010 році переписна місцевість мала площу 1,92 км², з яких 1,92 км² — суходіл та 0,00 км² — водойми.

## Демографія
Згідно з переписом 2010 року, у переписній місцевості мешкало 216 осіб у 78 домогосподарствах у складі 62 родин. Густота населення становила 113 особи/км².  Було 80 помешкань (42/км²).
Расовий склад населення:
| - 92,1 % — білих - 1,9 % — азіатів - 0,9 % — чорних або афроамериканців - 4,6 % — осіб інших рас |

До двох чи більше рас належало 0,5 %. Частка іспаномовних становила 8,3 % від усіх жителів.
За віковим діапазоном населення розподілялося таким чином: 25,9 % — особи молодші 18 років, 60,7 % — особи у віці 18—64 років, 13,4 % — особи у віці 65 років та старші. Медіана віку мешканця становила 42,5 року. На 100 осіб жіночої статі у переписній місцевості припадало 100,0 чоловіків;  на 100 жінок у віці від 18 років та старших — 102,5 чоловіків також старших 18 років.
Середній дохід на одне домашнє господарство  становив 118 747 доларів США (медіана — 107 969), а середній дохід на одну сім'ю — 118 747 доларів (медіана — 107 969). 
Цивільне працевлаштоване населення становило 132 особи. Основні галузі зайнятості: роздрібна торгівля — 54,5 %, освіта, охорона здоров'я та соціальна допомога — 33,3 %, науковці, спеціалісти, менеджери — 12,1 %.